# Giulia Stabile
Giulia Lola Stabile (Roma, 20 de junio de 2002) es una bailarina y presentadora de televisión italiana de origen español por parte de madre e italiano por parte de padre, ganadora de la vigésima edición de Amici di Maria De Filippi.

## Biografía
Giulia Stabile nació el 20 de junio de 2002 en Roma, de madre española, Susi Castaner y padre italiano, Carlo Stabile. Se apasionó por la danza a la edad de solo tres años.

## Carrera
Giulia Stabile de 2006 a 2021 asistió a la Academia Buccellato Rossi, de la que obtuvo su diploma tras terminarla. En 2014 participó del programa Ti lascio una canzone, conducido por Antonella Clerici.
En 2020 se unió al programa de televisión Amici di Maria De Filippi, que ganará el 15 de mayo del año siguiente, convirtiéndose en la primera bailarina en lograr este resultado. Más tarde regresó al programa como bailarina profesional.
El 20 de junio de 2021 participó en el programa Domenica in, emitido en Rai 1 con la dirección de Mara Venier. En el mismo año, Carla Fracci Mon Amour participó en el evento, dedicado a la gran bailarina tras su muerte, y en el programa Una voce per Padre Pio, conducido por Mara Venier. También en 2021 tras su victoria en Amici di Maria De Filippi, fue entrevistada junto a Sangiovanni en el programa Verissimo, con la conducción de Silvia Toffanin.
En 2021 pasó a formar parte del programa Tú sí que vales. En el mismo año condujo el programa Fai un gavettone, transmitido por la plataforma Witty TV. Desde 2021 conduce Intervista Stabile para la plataforma web Witty TV. De 2021 a 2023 realizó Oreo Challenge para la plataforma web Witty TV y transmitió en Canale 5 al final de los horarios diurnos de Amici di Maria De Filippi.
En 2022 fue elegida para expresar en la película animada The Sea Beast dirigida por Chris Williams y donde expresó al joven Vedetta dell'Inevitabile. La película se estrenó en la plataforma de transmisión de Netflix el 8 de julio de 2022. En el mismo año participó en la serie Giving Back Generation.
Participó bailando en el espectáculo final de Onedance, el 5 de septiembre, organizado por Roberto Bolle. Los días 19 y 23 de octubre de 2022, en el Palazzo dello Sport de Roma y en el Mediolanum Forum de Assago de Milán, actuó como parte del cuerpo de baile de Sangiovanni en su gira por las arenas, desempeñando también el papel de coreógrafa. En noviembre del mismo año anunció que había coreografiado Farfalle de Sangiovanni para el videojuego Just Dance 2023 Edition.
El 17 de enero de 2023 participó como competidor en el equipo Millennials junto con Paolo Ciavarro, Ema Stokholma y Pierpaolo Pretelli en el programa de televisión Boomerissima, transmitido en Rai 2 con la conducción de Alessia Marcuzzi.

## Vida personal
Desde diciembre de 2020 hasta junio de 2023 estuvo vinculado sentimentalmente con el cantautor Sangiovanni, concursante y ganador de la categoría de canto en su propia edición de Amici.

## Filmografía

### Actriz

#### Televisión
| Año  | Título                 | Role       |
| ---- | ---------------------- | ---------- |
| 2022 | Giving Back Generation | Conductora |

### Actriz de voz

#### Cine
| Año  | Título        | Personaje                 | Director       |
| ---- | ------------- | ------------------------- | -------------- |
| 2022 | The Sea Beast | Vendetta dell'Inevitabile | Chris Williams |

#### Juegos de vídeo
| Año  | Título                  |
| ---- | ----------------------- |
| 2023 | Just Dance 2023 Edition |

## Programas de televisión
| Año           | Título                    | Cadeña   | Role                                |
| ------------- | ------------------------- | -------- | ----------------------------------- |
| 2014          | Ti lascio una canzone     | Rai 1    | Ella Misma / Concursante            |
| 2020-2021     | Amici di Maria De Filippi | Canale 5 | Concursante / Ganadora              |
| 2020-2021     | Amici di Maria De Filippi | Italia 1 | Ella Misma / Concursante            |
| 2021-presente | Amici di Maria De Filippi | Canale 5 | Baílarina profesional               |
| 2021          | Una voce per Padre Pío    | Rai 1    | Bailarina                           |
| 2021          | Domenica in               | Rai 1    | Invitada                            |
| 2021-presente | Tú sí que vales           | Canale 5 | Conductora                          |
| 2023          | Boomerissima              | Rai 2    | Concursante                         |
| 2023          | Amici Full Out Live       | Italia 1 | Bailarina profesional, coconductora |

## Televisión web
| Año           | Título                 | Plataforma | Role             |
| ------------- | ---------------------- | ---------- | ---------------- |
| 2021          | Fai un gavettone       | Witty TV   | Conductora       |
| 2021          | Carla Fracci Mon Amour | YouTube    | Estella invitada |
| 2021-2023     | Oreo Challenge         | Witty TV   | Conductora       |
| 2021-presente | Intervista Stabile     | Witty TV   | Conductora       |

## Videos musicales

### Bailarina
| Año  | Título    | Artista     |
| ---- | --------- | ----------- |
| 2021 | Guccy Bag | Sangiovanni |
| 2021 | Lady      | Sangiovanni |
| 2021 | Libertad  | AKA 7even   |
| 2021 | Libertad  | Ibla        |
| 2021 | Malibu    | Sangiovanni |

### Coreógrafa
| Año  | Título             | Artista        |
| ---- | ------------------ | -------------- |
| 2021 | Malibu             | Sangiovanni    |
| 2023 | Che t'o dico a fa' | Angelina Mango |

## Giras y eventos
| Año  | Título           | Role                                  |
| ---- | ---------------- | ------------------------------------- |
| 2022 | Sangiovanni Tour | Coreógrafa junto con Samuele Barbetta |

## Campañas publicitarias
| Año           | Título     |
| ------------- | ---------- |
| 2023-presente | Lines      |
| 2024          | Let's Move |

## Premios y reconocimientos
- Amici di Maria De Filippi
  - 2021 – Ganadora de la vigésima edición en la categoría "Danza"[67]
  - 2021 – Premio TIM[67]